# Bananenmarktordnung

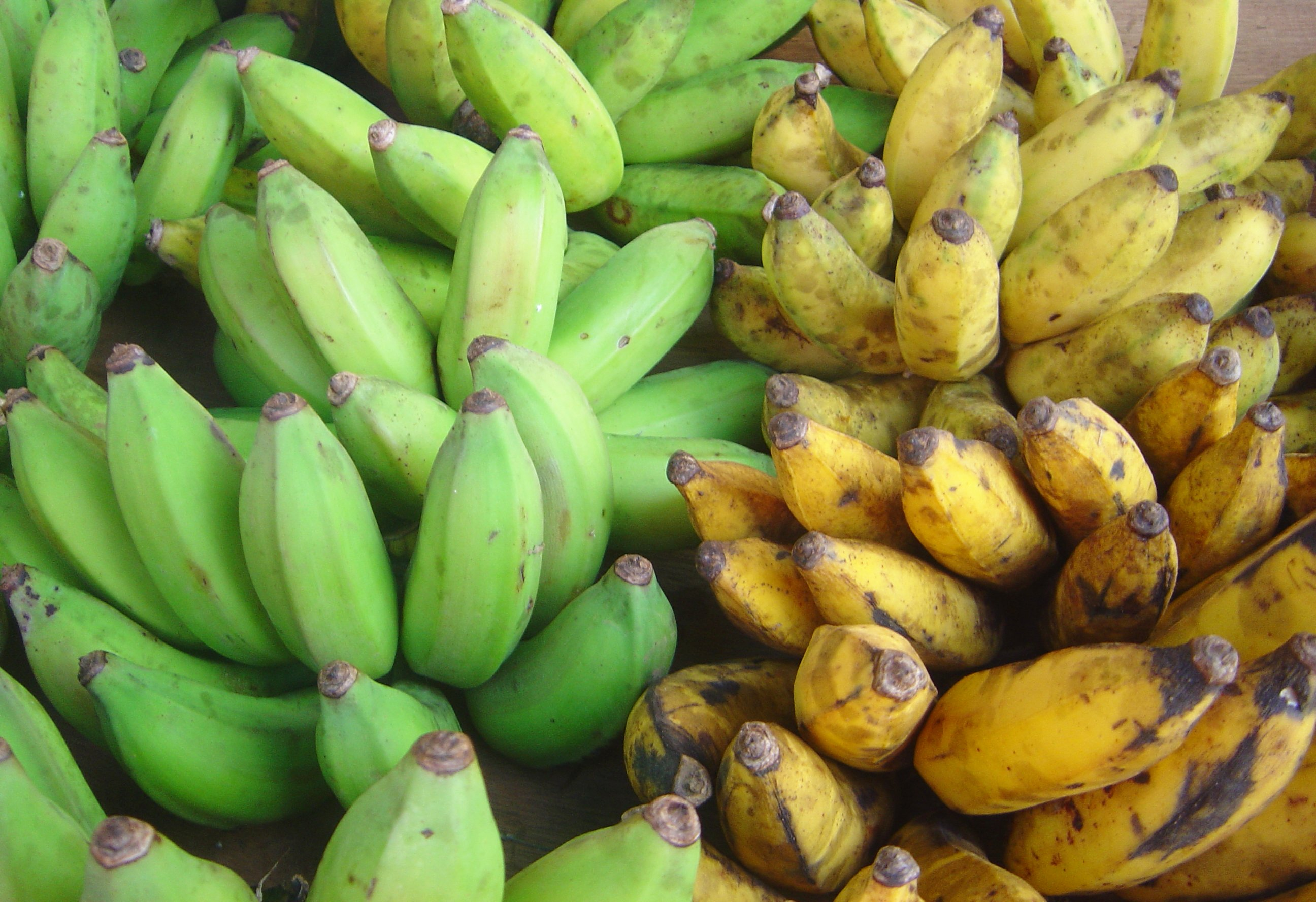
AKP-Bananen auf der Insel Réunion, einem französischen Überseedépartement im Indischen Ozean

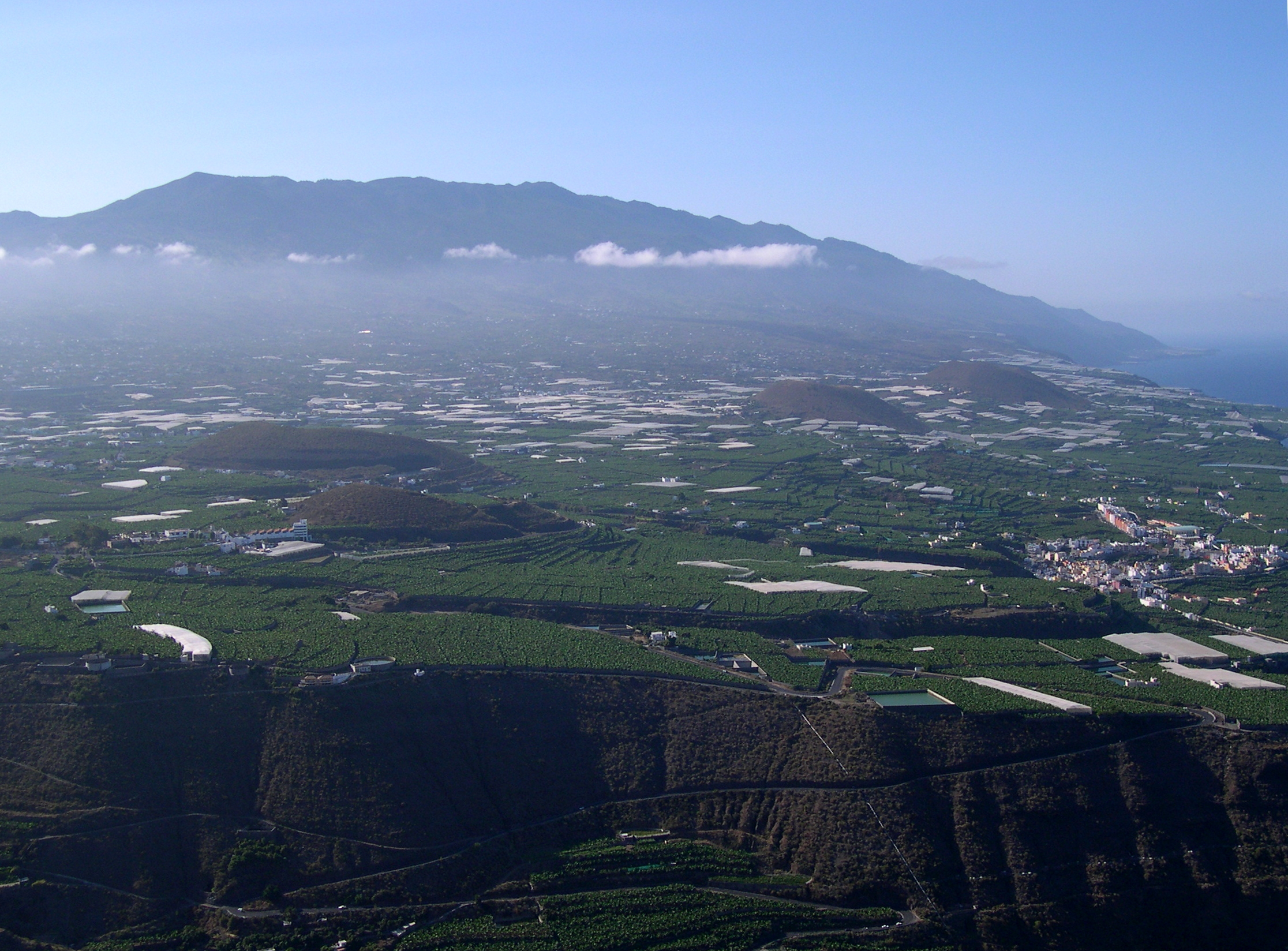
Plantagen für Gemeinschaftsbananen auf La Palma, Kanarische Inseln

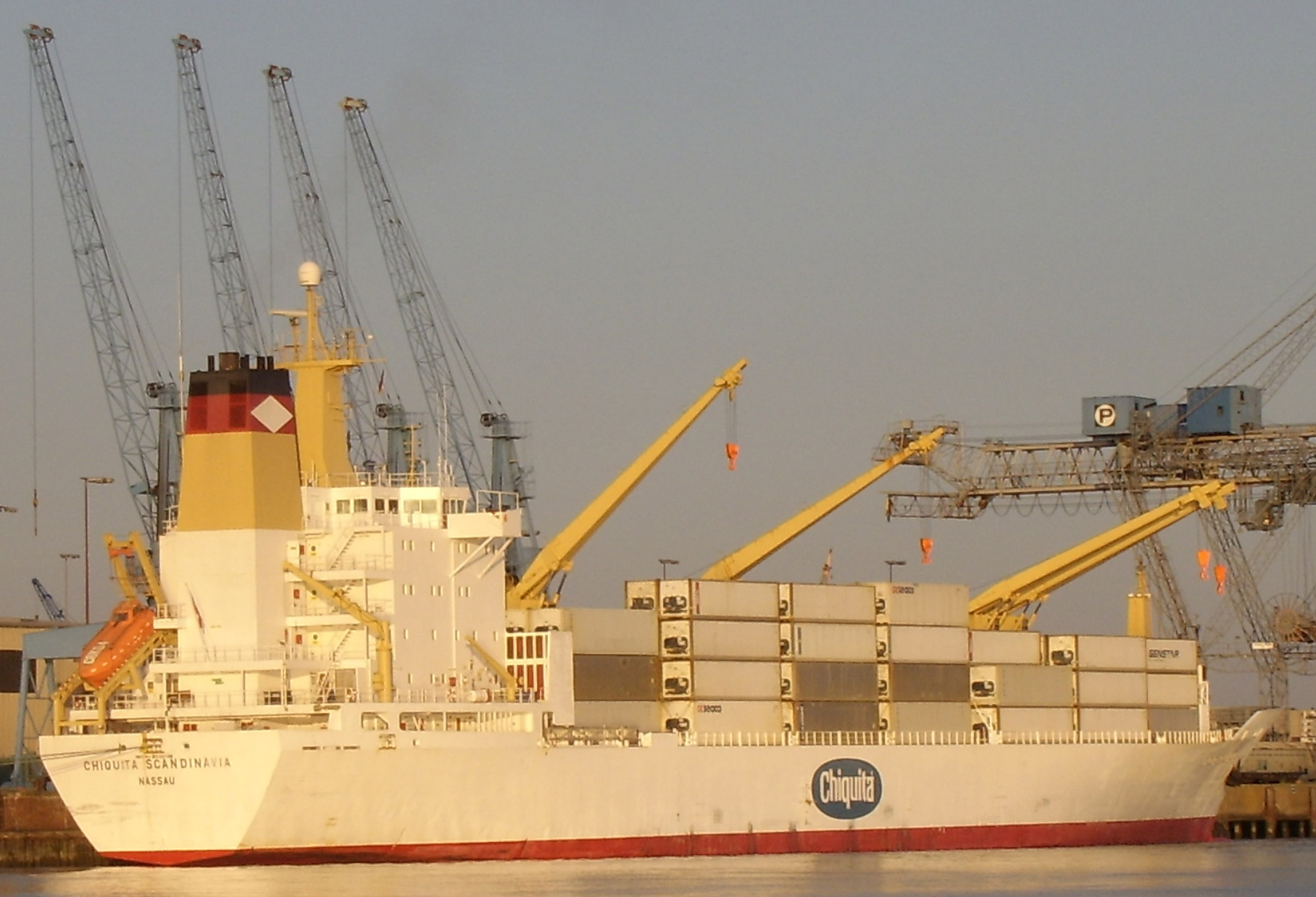
Bananenimport heute: Die „Chiquita Scandinavia“ beim Bananenumschlag in Bremerhaven

Die Bananenmarktordnung (auch: Gemeinsame Marktorganisation für Bananen, GMO) ist Bestandteil der Agrarmarktordnungen der Europäischen Union im Rahmen ihrer Agrarpolitik. Ihre wesentlichen Regelungen sind insbesondere durch die EG-Verordnungen 404/93 und 1442/93 bestimmt.

## Hintergrund
Die Marktordnung im Bereich der Bananen wurde 1993 eingeführt, um die in Spanien (vor allem auf den Kanarischen Inseln) und in verschiedenen ehemaligen französischen Kolonien in Übersee produzierten Bananen gegen Importe aus den vor allem von US-amerikanischen multinationalen Unternehmen beherrschten Anbaugebieten in Südamerika und Mittelamerika konkurrenzfähig zu machen. In Deutschland waren vor Erlass der Bananenmarktordnung vor allem Drittlandsbananen am ungesteuerten Markt verbreitet, da die Gemeinschafts- und AKP-Bananen in Preis und Qualität nicht mit ihnen konkurrenzfähig waren.
Die Bananenmarktordnung unterscheidet zwischen
- Gemeinschaftsbananen (= Herkunft aus Mitgliedsstaaten der Europäischen Gemeinschaft)
- AKP-Bananen (= Herkunft aus den sogenannten AKP-Staaten, das sind Staaten aus Afrika, der Karibik und dem Pazifikraum, meist frühere Kolonien Frankreichs und Großbritanniens, die sich im Lomé-Abkommen zusammengeschlossen haben) und
- Drittlandsbananen (= sonstige Herkünfte).

## Steuerungsmechanismus
Die Bananenmarktordnung setzt zur Marktregelung an drei Hebeln an:
- Zum ersten wird die bestehende Produktion von Gemeinschaftsbananen durch Beihilfen unterstützt.
- Zum zweiten wurde der Absatz der „traditionellen AKP-Bananen“ durch Befreiung von Einfuhrzöllen erst ermöglicht. Der Begriff „traditionelle AKP-Bananen“ bezeichnet hierbei AKP-Bananen innerhalb eines bestimmten Einfuhrkontingents, die dem „traditionellen Absatz“ aus diesen Staaten entsprechen soll. Mit dieser Formulierung wird umschrieben, dass durch die Marktstützung keine massive Ausweitung der Einfuhr aus den AKP-Staaten erfolgen sollte, da dies beim Verbraucher aufgrund der geringeren Qualität wohl zu deutlichen Protesten geführt hätte.
- Zum dritten wurden für nichttraditionelle AKP-Bananen und Drittlandsbananen oberhalb festgelegter Einfuhrkontingente höhere Abschöpfungen (Einfuhrabgaben) eingeführt. Importe, die innerhalb der ersten Quote liegen (die ersten x Tonnen Bananen, welche in einem Jahr eingeführt werden), werden mit einer niedrigen Abschöpfung belegt, Bananen, die innerhalb der nächsten Quote liegen (mehr als x Tonnen Bananen, aber noch keine y Tonnen Bananen), werden mit einer höheren Abschöpfung belegt. Alle Einfuhren, die über diesen Quoten liegen, werden mit der vollen Abschöpfung belegt. Die jeweiligen Kontingente wurden auf die Importeure im Wege von Einfuhrlizenzen aufgeteilt.

## Folgen
Im Ergebnis führten die Regelungen zum einen dazu, dass die Preise für Bananen aus Drittländern über den Preisen für Gemeinschaftsbananen und „traditionellen“ AKP-Bananen liegen. Zum zweiten führten sie dazu, dass am ersten Werktag jedes Jahres riesige Mengen Bananen für die zollrechtliche Überführung in den freien Verkehr angemeldet werden und die Quote schon ganz am Anfang des Jahres erschöpft ist.
Mehrere Importeure von Drittlandsbananen zogen gegen die Marktordnung zunächst vor die europäischen Gerichte. In zweiter Instanz wurden sie jedoch endgültig abgewiesen. Trotz Einführung der Marktordnung für Bananen konnte die Dominanz der US-Bananenmultis auf dem europäischen Markt bisher nicht gebrochen werden. So ist z. B. in Deutschland Chiquita nach wie vor Marktführer.